# Estádio Internacional Rei Fahd
O Estádio Internacional Rei Fahd (em árabe: أستاد الملك فهد الدولي) é um estádio de futebol multi-uso localizado em Riade, Arábia Saudita dedicado ao Rei Fahd. É geralmente usado para o futebol e o atletismo. Já foi sede do Mundial Sub-20, da Copa Rei Fahd de 1992 e 1995 além da Copa das Confederações de 1997. Aparece também no jogo FIFA 13, 14, 15, 16, 17, 18, 19, 20, 21, 22.